# Helena (Montana)
Helena is de hoofdstad van de Amerikaanse staat Montana. De stad werd gesticht in 1864, nadat in de omgeving goud was gevonden. In 2010 telde de stad 28.190 inwoners. Hoewel Helena de hoofdstad is, is het slechts de zesde grootste stad van Montana.

## Geschiedenis
De stad werd op 30 oktober 1864 gesticht, na de ontdekking van goud langs de Last Chance Gulch door de Four Georgians. De hoofdstraat van Helena heet Last Chance Gulch en volgt de kronkelingen van de oorspronkelijke waterloop door het oude centrum.
De stad heette oorspronkelijk Crabtown, naar John Crab, een van de vier Four Georgians. Toen er meer goudzoekers arriveerden en de stad groter werd, werd besloten om de naam te wijzigen. John Sommerville suggereerde de naam van zijn geboorteplaats, Saint Helena in Minnesota. De uitspraak (Hel-E-na) beviel de goudzoekers niet, zij gaven de voorkeur aan HEL-e-na, met de nadruk op 'hel'. Ook het voorvoegsel Saint werd overbodig geacht zodat de nieuwe naam van de stad Helena werd. Dit werd overigens besloten met een verschil van slechts twee stemmen ten opzichte van een andere kandidaat-naam, Tomah.

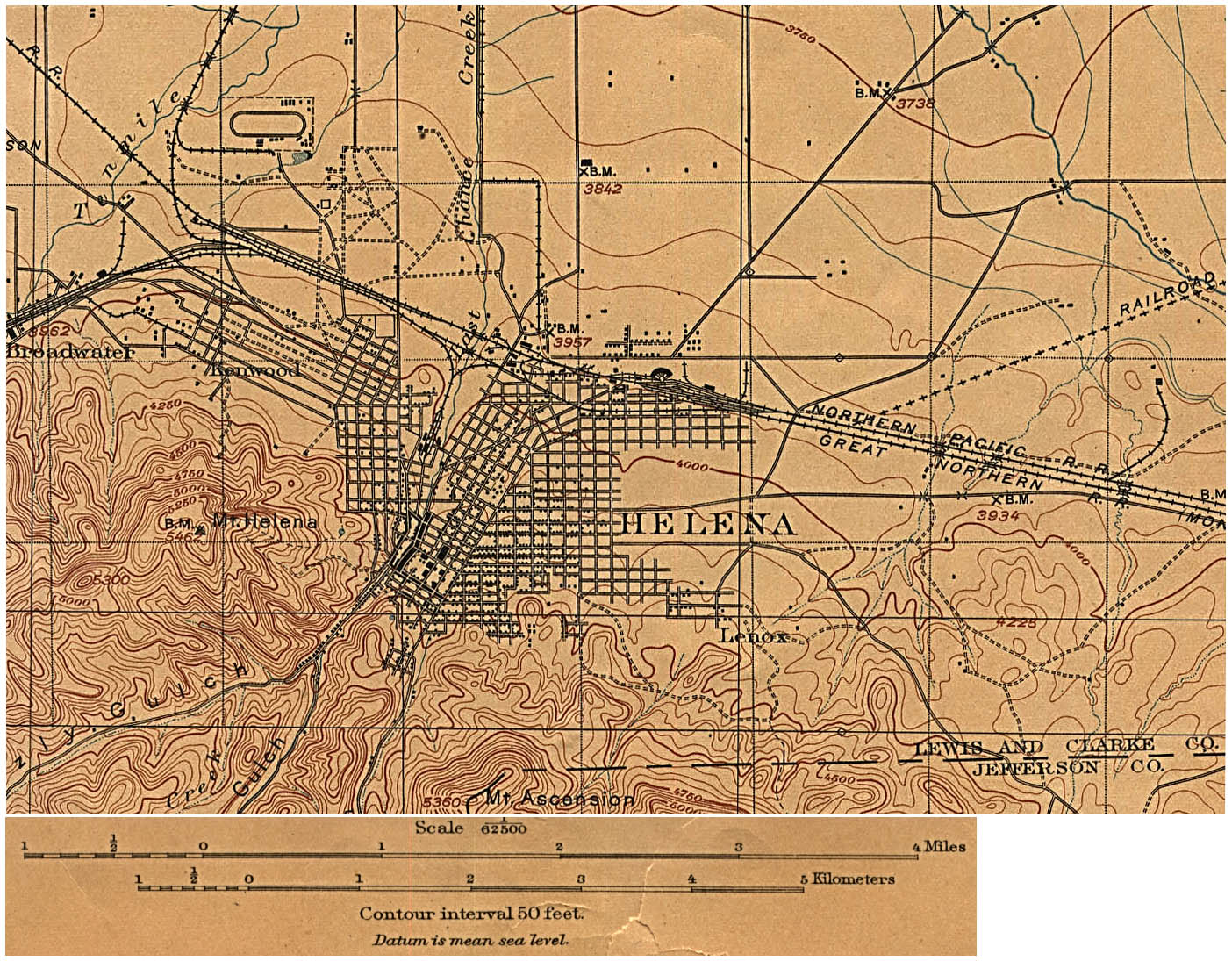
Kaart van Helena uit 1893

De stad werd voor het eerst in 1865 in kaart gebracht door kapitein John Wood. Veel wegen volgden de kronkelende paden van de goudzoekers en waterlopen. Als resultaat hiervan heeft het stratenplan van Helena niet de strakke blokstructuur van de meeste Amerikaanse steden.
In 1886 leefden er ongeveer 50 miljonairs in Helena, meer miljonairs per hoofd van de bevolking dan in enige andere plaats ter wereld. Er werd voor ongeveer 3,6 miljard dollars (omgerekend naar huidige waarde) aan goud gevonden in Last Chance Gulch in een periode van ongeveer 20 jaar.
Het officiële symbool van Helena is een tekening van The Guardian of the Gulch, een houten toren die in 1886 werd gebouwd en nog steeds op Tower Hill staat. Deze toren deed dienst als uitkijkpost om branden te signaleren na een serie van grote branden tussen 1869 en 1874. De toren verving een primitievere voorganger die in 1870 op dezelfde plaats werd gebouwd.

## Plaatsen in de nabije omgeving
De onderstaande figuur toont nabijgelegen plaatsen in een straal van 12 km rond Helena.

## Geboren
- Gary Cooper (1901-1961), acteur
- Norman Holter (1914-1983), biofysicus
- Dirk Benedict (1945), acteur
- Nicolette Larson (1952-1997), zangeres
- Patricia Belcher (1954), actrice
- Kerry Cahill (1982), actrice
- Sean O'Malley (1994), MMA-vechtsporter